# Градобљуденије
Градобљуденије је, у средњовековној Србији, била обавеза зависног становништва која подразумева чување града, односно обезбеђивање страже и одбране града и у ратним и у мирнодопским условима.

## Значење
Градобљуденије је подразумевало даноноћно обезбеђење страже од стране становника града и околне жупе. Обавеза градобљуденија је у изворима често повезана са обавезом градозиданија. Обе обавезе називају се упрошћено "град". Обавеза градобљуденија нарочито је била заступљена у пограничним областима и у новоосвојеним градовима изложеним нападима непријатеља. Таквих случајева било је у време освајања цара Душана. Обавеза грађана је да учествује у чувању и зидању града. То се види и из повеља кнеза Лазара и Вука Бранковића за Дубровчане (1387) где се дужност "да зида и чува град" намеће онима који су се забаштинили, док је онима који су гости остављено на вољу. Градобљуденије као и градозиданије били су обављани не само на државном нивоу већ и на властелинским територијама и добрима. У српским владарским повељама, приликом даровања манастирима одређених поседа, често је локално становништво ослобађано обављања обавеза градозиданија и градобљуденија.